# Cropia
Cropia är ett släkte av fjärilar. Cropia ingår i familjen nattflyn.

## Bildgalleri

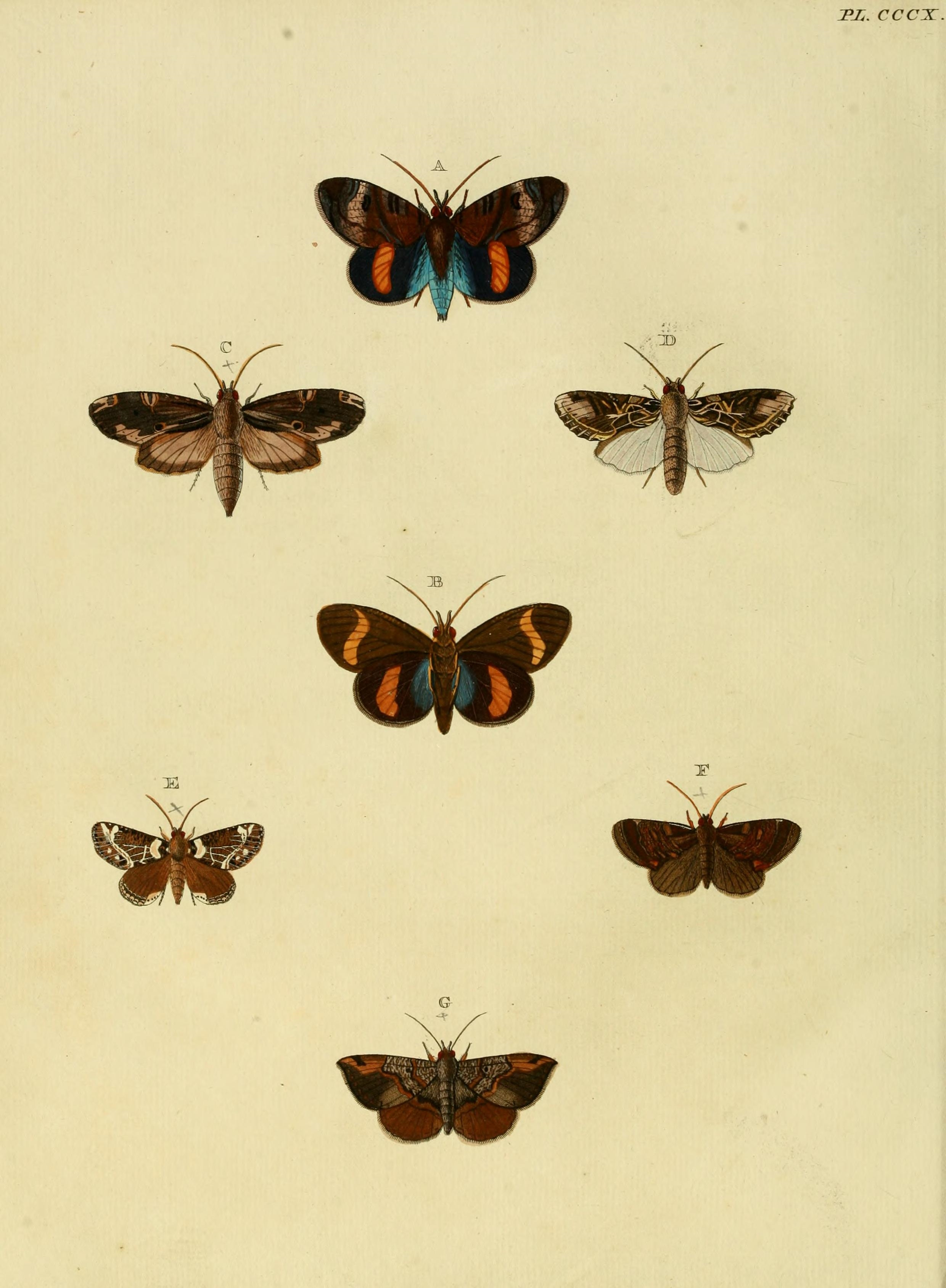

## Dottertaxa tillCropia, i alfabetisk ordning[1]
- Cropia albiclava
- Cropia aleuca
- Cropia bowreyi
- Cropia carnitincta
- Cropia cedica
- Cropia connecta
- Cropia consonens
- Cropia europs
- Cropia fuscoviridis
- Cropia hadenoides
- Cropia impressionata
- Cropia indigna
- Cropia infusa
- Cropia isidora
- Cropia jamaicensis
- Cropia juba
- Cropia leucodonta
- Cropia maudaea
- Cropia minthe
- Cropia perfusa
- Cropia phila
- Cropia philosopha
- Cropia plumbicincta
- Cropia poliomera
- Cropia rivulosa
- Cropia ruthaea
- Cropia sigrida
- Cropia striata
- Cropia subapicalis
- Cropia submarginalis
- Cropia templada
- Cropia tessellata
- Cropia viridimicans